# مریم‌گلی هرز
مریم‌گلی هرز (نام علمی: Salvia virgata) نام یک گونه از سرده مریم‌گلی است.